# Chuck Eisenman
Charles Paul Eisenmann (Hawthorne, 22 de octubre de 1918-Roseburg, 6 de septiembre de 2010) fue un beisbolista y adiestrador canino estadounidense que jugó en las Ligas Menores de Béisbol (MiLB) de 1940 a 1942 y nuevamente de 1946 a 1953 después de servir en el Ejército de los Estados Unidos. Es mejor conocido por ser el dueño y entrenador de varios perros, entre los que destaca London, quien protagonizó la serie de televisión canadiense The Littlest Hobo.

## Primeros años y carrera
Chuck Eisenmann nació Charles Paul Eisenmann el 22 de octubre de 1918, en Hawthorne, Wisconsin, de padres inmigrantes alemanes Richrd y Marie (Mary). Tenía un total de nueve hermanos, : 2 incluidos dos hermanos mayores que sirvieron en la Armada de los Estados Unidos. Poco después de su nacimiento, la familia de Eisenmann se mudaría y finalmente se establecería en Parkland. : 2 Se graduó de la escuela secundaria en 1937 y se unió al ejército poco después, donde se convirtió en lanzador de béisbol militar en el equipo del 8.º Regimiento de Artillería de Campaña de la liga Schofield Barracks mientras servía en Honolulu entre 1937 y 1938. Eisenmann fue notado por los cazatalentos de los Detroit Tigers durante este período, quienes lo sacaron del ejército para jugar profesionalmente. Abordó el SS Lurline el 18 de noviembre de 1938, navegando hacia California.

## Carrera en béisbol y militar
En 1939, Eisenmann realizó el entrenamiento de primavera en el campamento de los Tigers en San Petersburgo, Florida, donde se lesionó el brazo. Mientras jugaba como miembro del club Lake Charles, Eisenmann fue uno de los 88 jugadores de ligas menores que el juez Kenesaw Mountain Landis declaró agentes libres el 14 de enero de 1940. El mes siguiente, el 19 de febrero de 1940, fue inscrito en el plantel de Los Angeles Angels de la Liga de la Costa del Pacífico. Lanzó para el equipo hasta el 13 de mayo de 1940, cuando fue transferido a la Western International League para lanzar para los Vancouver Capilanos, pasando luego a los Yakima Pippins a mitad de temporada, donde permaneció el año siguiente. En noviembre de 1941, los San Diego Padres compraron el contrato de Eisenmann, donde permaneció durante el comienzo de la temporada de 1942 después de mostrar una actuación impresionante durante los entrenamientos de primavera. Aunque llegó a ser de interés para los Spokane Indians, se volvería a alistar en el ejército el 11 de abril de 1942. Fue enviado a Inglaterra como segundo teniente después de graduarse de la escuela de formación.
Como miembro de la unidad del 827.º Batallón de Servicio de Señales estacionada en Londres, Eisenmann supervisó el departamento de atletismo en la División de Servicios Especiales, donde organizó equipos militares de béisbol. El equipo más notable organizado por Eisenmann fue el CBS (Sección de Base Central) Clowns, un exitoso equipo representado por miembros de la Sección de Base Central del Ejército de los Estados Unidos. Entrenó al equipo del ejército de los Estados Unidos para el partido de fútbol americano Tea Bowl I contra Canadá, que tuvo lugar en Londres el 13 de febrero de 1944. Después de ser dado de alta a finales de 1945, Eisenmann regresó al béisbol profesional, aunque tuvo dificultades mientras lo hacía. Se reincorporó a los Padres de San Diego para jugar la temporada de 1946, pero luego fue asignado a los Tulsa Oilers el 17 de junio. El 4 de junio de 1947 fue vendido por los Padres a los Memphis Chicks. Eisenmann lanzó para Memphis hasta que fue contratado por los Chicago White Sox en septiembre de 1948, pero regresó a Memphis después del entrenamiento de primavera del año siguiente antes de tener la oportunidad de jugar para ellos. Aunque los Medias Blancas lo llamaron en septiembre de 1949, formó parte de un intercambio entre los Medias Blancas y los Brooklyn Dodgers el 30 de septiembre en el que se canjeó a Chico Carrasquel de los Dodgers por Eisenmann, Fred Hancock y 35 000 dólares hacia los Montreal Royals. Lanzó para los Mobile Bears en 1950, y en 1951 para los Ottawa Giants de la Liga Internacional Triple-A y más tarde para los Syracuse Mets después de que los New York Giants lo compraran, y luego lo enviaron de regreso a los Tulsa Oilers en 1952, quienes lo liberaron después de la estación. Apareció en tres juegos en 1953 como lanzador de relevo de los San Francisco Seals, quienes lo dejaron en libertad el 10 de abril. Apareció en cinco juegos adicionales después de reincorporarse a los Padres de San Diego, quienes luego lo liberaron el 29 de abril, poniendo fin a su carrera profesional. Luego lanzó y dirigió a los irlandeses de Kearney en la Liga Internacional de Nebraska.  En 1956, Eisenmann asistió a la Escuela de Árbitros Bill McGowan, pero solo arbitraría durante una temporada. En agosto, Eisenmann comenzó a lanzar para los Bismarck Barons en la Liga Mandak.

## Entrenamiento canino
En 1947, Eisenmann era dueño de un club nocturno en Los Ángeles, donde compró su primer perro, al que llamó London («Londres» en inglés), ya que fue en esa ciudad donde sirvió en el ejército. Inicialmente, London fue comprado para ser un perro guardián, pero Eisenmann lo entrenó y luego comenzó una carrera en la actuación. Sin embargo, otras fuentes que también han mencionado la edad de London situarían su nacimiento alrededor de 1953, con Eisenmann comprándole Hollywood. Eisenmann enseñó a London a contar, deletrear y comprender miles de palabras. London era conocido principalmente como un pastor alemán, pero según el escritor de The Bismarck Tribune, Curt Eriksmoen, en realidad era un tamaskan. Eisenmann entrenaría a London para realizar trucos durante los partidos de béisbol. Durante un juego de béisbol el 26 de junio de 1955, London le dio al lanzador su chaqueta al llegar a la base, lo que enfureció a dos árbitros ese mismo día. Siguió una discusión, durante la cual London empujó a uno de los árbitros. El incidente dio lugar a un artículo en la revista Life el 25 de julio de 1955, que le dio popularidad a London. Londres también apareció en el programa de televisión You Asked for It. Algunos lo apodaron como «probablemente el perro más inteligente de Hollywood». En 1957, London resultó herido cuando un camión de entrega chocó con el vehículo de Eisenmann.
Eisenmann y London pasarían un tiempo en Hollywood, donde London apareció en la película de 1958 The Littlest Hobo, que fue bien recibida por la crítica. London apareció más tarde en la película de aventuras de 1960 My Dog, Buddy, así como en la película de 1961 Just Between Us y Marks of Distinction. Durante el desarrollo de My Dog Buddy, dos de los descendientes de London fueron regalados, y otro, un perro llamado Lance, realizó un truco para Just Between Us. London tuvo tres hijos adicionales, Thorn, Toro y Little London o «Litlon», y Thorn ocasionalmente actuó como doble actor para London. En 1961, Eisenmann presentó una demanda por 35 000 dólares contra la empresa de entrega propietaria del camión implicado en la colisión de 1957. Apareció ante el tribunal de Londres el 27 de febrero, donde alegó que las lesiones de London, una pierna rota y un golpe en la cabeza, limitaron sus habilidades de actuación. El 2 de marzo, el jurado llegó a un veredicto a favor de la defensa.
London protagonizó la serie de televisión canadiense de 1963 The Littlest Hobo basada en su película de 1958, pero en ese momento Eisenmann tenía tres perros más, Toro, Litlon y Thorn, que también actuaban en su lugar. En abril de 1964, London había sido padre de 286 perros, incluido otro de los perros de Eisenmann que también se llamaba London. En 1966, el London original se retiró, y murió a la edad de 17 años. David Malcolmson escribió una biografía sobre London, titulada London: The Dog That Made the Team («Londres: el perro que formó el equipo»). En el verano de 1967, uno de los perros de London apareció en The Tonight Show Starring Johnny Carson.
Toro tuvo dos hijos, Hobo y London, que protagonizaron la película rumana de 1969 Silent Friends. En 1971, Eisenmann tenía otro perro, Venus. London protagonizaría la película de comedia de 1977 The Billion Dollar Hobo. Durante una reposición de The Littlest Hobo de 1979 a 1985, el Hobo titular fue interpretado por otro de los perros de Eisenmann, Beau.
Eisenmann escribió cuatro libros sobre adiestramiento canino.

## Vida personal y muerte
En 1946, Eisenmann vivía en Superior, Wisconsin. Más tarde viviría en Kearney, Nebraska, donde pasó un tiempo como redactor deportivo para el Kearney Hub. Se mudó a Roseburg, Oregon, alrededor de 1982, donde murió el 6 de septiembre de 2010, a la edad de 91 años.